# George T. Simon
George Thomas Simon (9 de mayo de 1912 – 13 de febrero del 2001) fue un compositor de jazz y ocasional percusionista estadounidense. Empezó como percusionista en las primeras versiones de la orquesta de Glenn Miller. Escribió sobre esa orquesta en 1974 en su obra Glenn Miller and His Orchestra, conocida por ser la obra más comprensiva sobre Glenn Miller y su big band.

## Vida y trabajo
Simon nació y murió en Nueva York. Simon nació en una familia adinerada y talentosa. No sólo su padre era rico sino que su hermano, Richard L. Simon, fue el cofundador de la casa editorial estadounidense Simon & Schuster, y la cantautora Carly Simon es una de sus sobrinas. Se graduó con como Bachiller en Artes de Harvard College en 1934, y empezó a trabajar para la revista Metronome el siguiente año. El fue editor en jefe de Metronome entre 1939 y 1955
y puso énfasis de ser editor de artículos técnicos a cronista de la swing era. Simon fue probablemente el comentarista de jazz más influyente durante la swing era. Gracias a sus conexionse interiores con el mundo del jazz, fue capaz de reportar información sobre bandas y su personal con mucha precisión. Luego de dejar Metronome, se envolvió con la Jazztone Society (1956–57), fue un consultor de la transmisión de Timex All-Star Jazz Show broadcast from 1957-1959, y escribió sobre jazz para el New York Herald Tribune y el New York Post. El también compuso He also composed notas de álbum para músicos incluyendo Thelonious Monk. En 1978, ganó un Premio Grammy a las mejores notas de álbum.
Simon murió de neumonía en 2001, luego de años de sufrimiento de Parkinson. Fue introducido en el Salón de la Fama de Big Band y Jazz el año siguiente (2002).